# Ned Rorem

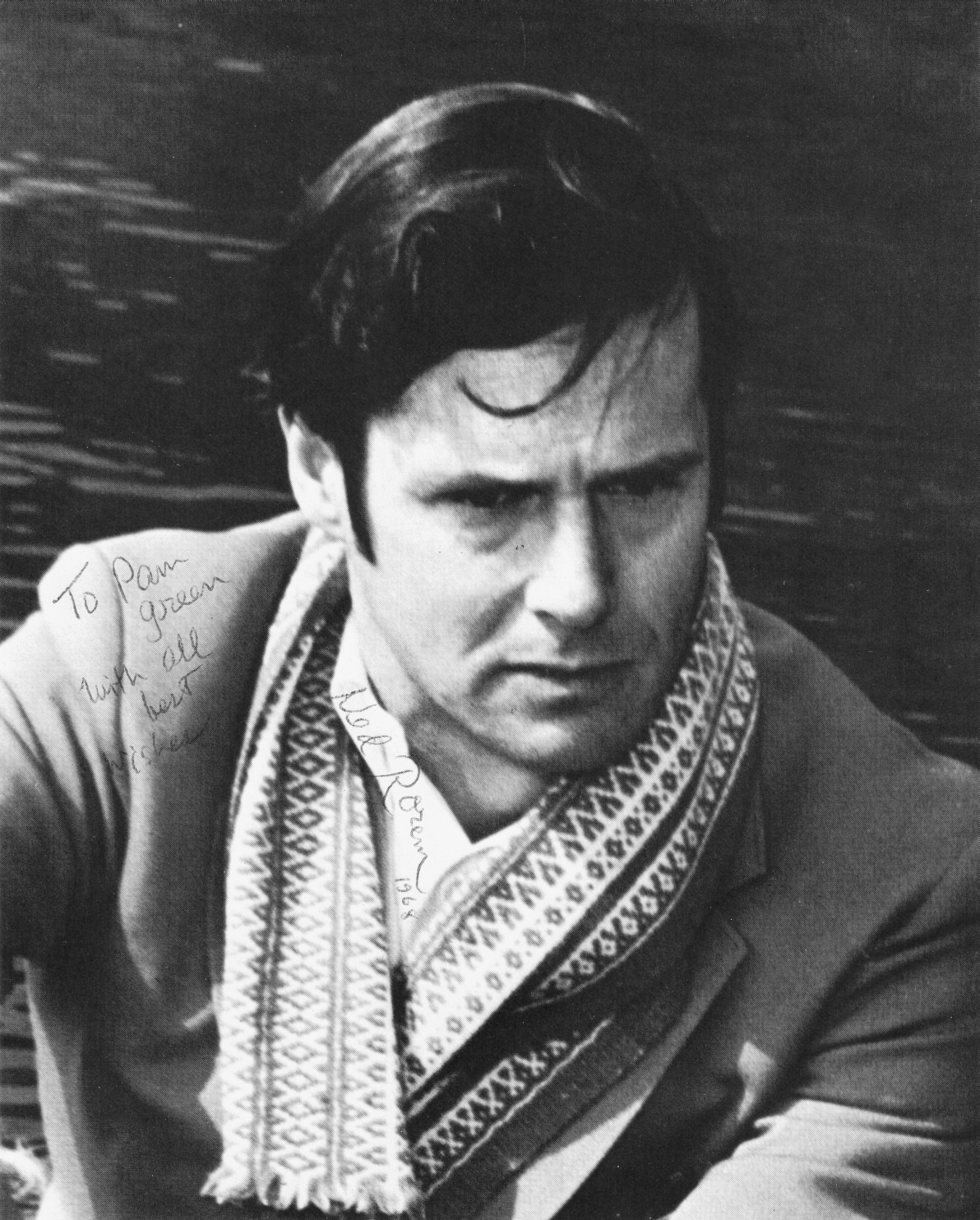
Ned Rorem

Ned Rorem (Richmond (Indiana), 23 oktober 1923 – New York, 18 november 2022) was een Amerikaans componist en schrijver.

## Levensloop
Rorem bracht zijn jeugd voornamelijk door in Chicago. Zijn eerste studies waren aan de University of Chicago Laboratory Schools en het America Conservatory te Chicago bij onder anderen Leo Sowerby. Verder studeerde hij piano en compositie aan de Northwestern-universiteit. Hij zette in 1943 zijn studie voort aan het Curtis Instituut in Philadelphia bij Rosario Scalero. In 1946 vertrok hij naar New York, waar hij gestudeerd heeft aan de befaamde Juilliard School of Music. Zijn Master of Music behaalde hij in 1948. In datzelfde jaar vertrok hij naar Parijs, maar reisde meteen door naar Marokko om na twee jaar terug te keren naar Parijs. In Frankrijk studeerde hij bij Arthur Honegger en kwam in contact met Francis Poulenc, Georges Auric, maar ook met Nadia Boulanger en Jean Cocteau. Uiteindelijk keerde hij in 1957 terug naar de Verenigde Staten, waar hij samen met Lukas Foss en Aaron Copland studeerde en ook als assistent en copyist van Virgil Thomson werkte.
Zijn loopbaan als componist begon in 1943. Sindsdien schreef hij ongeveer 400 liederen op teksten van Engels- en Franstalige dichters; daarnaast talloze andere composities in allerlei genres. In 1949 brak hij definitief door met zijn tweede pianosonate, opgedragen aan Julius Katchen. Zijn muziek is zonder meer eigentijds, maar wel op traditionele basis geschoeid.
In 1969 verscheen Rorems dagboek Paris Diary, over zijn tijd in Parijs. In 2003 werd het brievenboek Wings of Friendship gepubliceerd, met brieven van 1944 tot 2003.
Rorem overleed op 99-jarige leeftijd in zijn huis in Manhattan.

## Composities (selectie)

### Orkestwerken

#### Symfonieën
- 1950 Symfonie nr. 1
- 1956 Symfonie nr. 2
- 1958 Symfonie nr. 3
- 1985 String Symphony, voor strijkorkest

#### Concerten voor soloinstrument en orkest
- 1948 Concert nr. 1, voor piano en orkest
- 1951 Concert nr. 2, voor piano en orkest
- 1966 Water Music, voor klarinet, viool en orkest
- 1969 Concert nr. 3, voor piano en orkest
- 1975 Assembly and Fall, voor hobo, trompet, altviool, pauken en orkest
- 1979 Remembering Tommy, voor piano, cello en orkest
- 1979 Dubbelconcert, voor viool, cello en orkest
- 1984 Concert, voor viool en orkest
- 1985 Concert, voor orgel en kamerorkest
- 1991 Concert nr. 4 voor piano (de linkerhand) en orkest
- 1991-1992 Concert, voor althobo en orkest
- 2002 Concert, voor cello en orkest
- 2002 Concert, voor dwarsfluit en orkest
- 2003 Mallet Concerto, voor melodisch slagwerk en orkest
- Concert, voor sackbut en orkest

#### Andere werken
- 1953 Design, voor orkest
- 1958 Eagles, voor orkest
- 1961 Ideas, voor kamer-/jeugdorkest
- 1963 Lions (A Dream), voor jazz-kwartet en orkest
- 1974 Air Music, voor orkest
- 1976/1988 A Quaker Reader, voor kamerorkest
- 1977 Sunday Morning
- 1986 Frolic, voor orkest
- 1989 Fantasy and Polka, voor orkest
- 1992 Triptych, voor kamerorkest
- 1996 Waiting, voor orkest
- Nancy Boys
- Pilgrims

### Werken voor harmonieorkest
- 1957 Sinfonia, voor harmonieorkest

### Missen en gewijde muziek
- 1943 The Seventieth Psalm, voor gemengd koor en blazersensemble
- 1946 Alleluia, voor zangstem en piano
- 1954-1955 The Poets' Requiem, voor sopraan, gemengd koor en orkest
- 1955 All Glorious God, voor gemengd koor
- 1964 Laudemus Tempus Actum, voor gemengd koor en orkest
- 1966 Proper for the Votive Mass of the Holy Spirit, voor unisono koor en orgel
- 1970 Gloria, voor twee zangstemmen en piano
- 1970 Praises for the Nativity, voor sopraan, alt, tenor, bas, gemengd koor en orgel
- 1971 Canticle of the Lamb, voor gemengd koor
- 1973 Missa Brevis, voor sopraan, alt, tenor, bas en gemengd koor
- 1973 Prayer to Jesus, voor gemengd koor
- 1982 Praise the Lord, O My Soul, voor gemengd koor en orgel
- 1986 Seven Motets for the Church Year, voor gemengd koor
- 1986-1987 Te Deum, voor gemengd koor, twee trompetten, twee trombones en orgel
- 1992 Festival Alleluia, voor gemengd koor
- 1992 O God, My Heart is Ready, voor gemengd koor en orgel

### Oratoria en cantates
- 1961 King Midas, cantate voor zangstem en piano
- 1983 An American Oratorio, oratorium voor tenor, gemengd koor en orkest
- 1983 Whitman Cantata, cantate voor gemengd koor, koperensemble en pauken

### Muziektheater

#### Opera's
| Voltooid in | titel | aktes    | première                                                          | libretto                               |
| ----------- | --- | -------- | ----------------------------------------------------------------- | -------------------------------------- |
| 1951        | A Childhood Miracle | 1 akte   | 10 mei 1955, New York                                             | E. Stein naar Nathaniel Hawthorne      |
| 1956        | The Robbers | 1 akte   | 14 april 1958, New York                                           |                                        |
| 1964-1965   | Miss Julie | 2 aktes  | 4 november 1965, New York, New York City Opera                    | Kenward Elmslie naar August Strindberg |
| 1968        | Bertha | 1 akte   | 26 november 1973, New York, Alice Tull Hall                       | Kenneth Koch                           |
| 1968        | The Three Sisters Who Are Not Sisters | 3 aktes  | 24 juli 1971, Philadelphia (Pennsylvania), Temple University      | Gertrude Stein                         |
| 1969        | Glen who is Glenda |          |                                                                   |                                        |
| 1970        | Fables - Five Very Short Operas - 1. The Animals Sick of the Plague 2. The Bird Wounded by an Arrow 3. The Fox and the Grapes 4. The Lion in Love 5. The Sun and the Frogs' |          | 21 mei 1971, Martin (Tennessee)                                   | Jean de La Fontaine                    |
| 1966-1976   | Hearing | 5 scènes | 15 maart 1977, New York                                           |                                        |
|             | Our Town | 3 aktes  | 25 februari 2006, Bloomington (Indiana), Indiana University Opera | J. D. "Sandy" McClatchy                |

### Liederencycli
- 1952 Flight for heaven, voor zangstem en piano
- 1963 Poems of Love and the Rain, zangcyclus voor mezzosopraan en piano
- 1969 War scenes, voor middenstem en piano
- 1975-1976 Women’s voices, voor sopraan en piano
- 1982 After a long silence, voor sopraan, hobo en strijkers

### Werken voor toetseninstrumenten

#### Orgel
- 1946 Fantasy and Toccata
- 1949 Pastorale
- 1976 A Quaker Reader
- 1981 Views from the Oldest House
- 1989 Organbook I
- 1989 Organbook II
- 1989 Organbook III
- 1997 Zes stukken

#### Piano
- 1948 Sonata nr. 1
- 1948 A Quiet Afternoon
- 1949 Barcarolles
- 1949 Sonata nr. 2
- 1975 Eight Etudes
- 1986 Song and Dance
- 1989 For Shirley, voor twee piano's
- 1999 99 Notes for the Millennium
- 1999 For Ben
- 2003 Recalling
- 2006 For Barbara
- 2006 For Don
- 2006 For Marian
- 2006 For Mary
- 2006 For Rosemary
- 2007 75 Notes for Jerry

#### Klavecimbel
- 1968 Spiders

### Werken voor harp
- 1976 Sky Music

### Werken voor gitaar
- 1980 Suite

### Divers
- 1980 After Reading Shakespeare voor solocello.